# Gelbschwanz-Paradieshopf
Der Gelbschwanz-Paradieshopf (Drepanornis albertisi), auch Gelbschwanz-Sichelhopf genannt, ist eine Art aus der Gattung Drepanornis innerhalb der Familie der Paradiesvögel (Paradisaeidae). Er kommt ausschließlich auf Neuguinea vor. Die Männchen sind polygyn und besetzen Reviere, die sie über mehrere Jahre verteidigen.
Wie die meisten Paradiesvogelarten, die kein auf wenige Inseln oder einzelne Gebirgszüge begrenztes Verbreitungsgebiet haben, wird die Art von der IUCN als ungefährdet (least concern) eingestuft. Es werden zwei Unterarten unterschieden.

## Merkmale

### Körperbau und -maße
Der Gelbschwanz-Paradieshopf ist mit einer Körperlänge von bis zu 35 Zentimeter einer der mittelgroßen Paradiesvögel. Das Schwanzgefieder misst beim Männchen zwischen 12,8 und 14,1 Zentimeter. Das Weibchen, das mit einer durchschnittlichen Körperlänge von 33 Zentimeter etwas kleiner ist als das Männchen, hat mit einer Länge zwischen 12 und 13,7 Zentimeter ein fast gleichlanges Schwanzgefieder.
Der Schnabel ist bei den Männchen 7,2 bis 8,3 Zentimeter lang, bei den Weibchen ist der Schnabel mit 7,9 bis 8,1 Zentimeter lang. Die Männchen wiegen zwischen 105 und 125 Gramm, die Weibchen sind mit 105 bis 138 Gramm tendenziell etwas schwerer.

### Männchen
Beim Männchen ist das Kopfgefieder rotbraun bis zimtbraun. Das Scheitelgefieder glänzt violett. Die Zügel, das Kinn und die Kehle sind dunkelgrün mit einem intensiven metallischen Glanz. Die verlängerten dunklen Federn auf der Stirn bilden unmittelbar vor dem Auge kleine Federhörner, die kürzeren Federn oberhalb der Augen glänzen intensiv violettblau, während die zu den Hörnern verlängerten Federn bei bestimmten Lichtverhältnissen einen intensiven Magenta-farbenen Schimmer haben können. Die unbefiederte Gesichtshaut ist dunkel graubraun.
Die Körperoberseite und die Oberseite der Flügel sind zimtbraun, auf dem Bürzel und den Oberschwanzdecken hellt dieser Ton etwas auf. Das Schwanzgefieder ist auf der Oberseite blass zimtfarben, die Federschäfte haben einen dunklen Lehmton und heben sich dadurch etwas ab.
Die Vorderbrust ist olivbraun und unten von einem breiten Band intensiv blauviolett glänzender und verlängerter Federn eingefasst. Die untere Brust und die Flanken sind gleichfalls olivbraun. Die Bauchmitte, der Bürzel und die Unterschwanzdecken sind weiß. Die Unterseite des Schwanzgefieders ist blassbraun. Der Schnabel ist glänzend schwarz, die Iris ist dunkelbraun. Das Schnabelinnere ist blassgrün bis blassgelb.

### Weibchen
Das Weibchen hat keine Gefiederpartien, die wie beim Männchen glänzen oder irisieren. Ansonsten entspricht sie auf der Körperoberseite weitgehend dem Männchen, ist aber etwas dunkler. Das Kinn und die Kehle sind zimtbraun mit Federschäften, die etwas heller sind. Die übrige Körperunterseite ist zimtfarben bis rotbräunlich. Die rotbräunlichen Töne sind bei den meisten Individuen auf den Bürzel und die Unterschwanzdecken begrenzt. Wie für viele Weibchen der Paradiesvögel typisch, ist die Körperunterseite dunkel quergebändert.

### Jungvögel und Subadulte
Jungvögel beider Geschlechter gleichen zunächst dem Weibchen. Sie haben allerdings ein längeres Schwanzgefieder als die adulten Vögel beider Geschlechter.
Subadulte Männchen haben ein weibchenähnliches Gefieder mit einzelnen Feder oder Körperpartien, die dem Gefieder des adulten Männchens entspricht. Mit zunehmenden Lebensalter nimmt der Anteil des Gefieders, das dem des adulten Männchens entspricht zu, bis sie letztlich nur noch einige wenige Federn zeigen, die dem weiblichen Gefieder entspricht.

## Stimme
Von den Weibchen wurde bislang keine Lautäußerungen festgehalten – sie verhalten sich wie auch für die Weibchen anderer Paradiesvogel sehr unauffällig. Es sind ausschließlich die Männchen zu vernehmen, die drei charakteristische Laute haben: Einen Kontaktruf, einen Gesang, mit dem sie ihren Anwesenheit kundtun und einen Balzgesang. Der Kontaktruf ist ein einfaches wrenh, das an die Kontaktrufe anderer Arten innerhalb der Unterfamilie der Eigentlichen Paradiesvögel erinnert. Die Männchen lassen diesen Ruf immer wieder vernehmen, während sie auf Nahrungssuche sind.
Der Gesang, mit dem die Männchen ihre Anwesenheit kundtun, ist eine Serie lauter, sehr schneller Pfeiftöne; dyu dyu dyu dyu dyu dyu dyu dyu, wobei die einzelnen Selben zunehmend schneller und in der Regel om der Tonhöhe etwas ansteigen. Sie rufen gewöhnlich für etwas mehr als drei Sekunden. Die Rufe sind noch aus einer Entfernung von 450 Meter vernehmbar. Dieser Gesang ist vor allem in den frühen Morgenstunden und am späten Nachmittag zu vernehmen, wobei die Männchen gewöhnlich traditionelle Singwarten hoch oben in den Baumwipfeln einnehmen. Gelegentlich ragt diese Singwarte auch über die übrigen Baumwipfel.
Die Balzrufe sind dem Gesang, mit dem das Männchen seine Anwesenheit verkündet, sehr ähnlich. Der Gesang ist allerdings in der Tonlage etwas höher, wirkt auf den Menschen insistierender und endet mit einer Serie von tish-tish-tish-tish-tish-tish-tish-tish-Silben. Der Baligesang wird anders als der Gesang, mit dem die Männchen ihre Anwesenheit kundtun, von Ästen im unteren Baumkronenbereich vorgetragen. Gelegentlich sitzen sie dabei auf Ästen, die sich nur einen Meter über dem Erdboden befinden.
Bei den Rufen hat man leichte regionale Unterschiede festgestellt. Die Männchen, die im Fakfak-Gebirge vorkommen, rufen langsamer und häufiger mit einer abfallenden Tonhöhe.

## Verbreitungsgebiet und Lebensraum

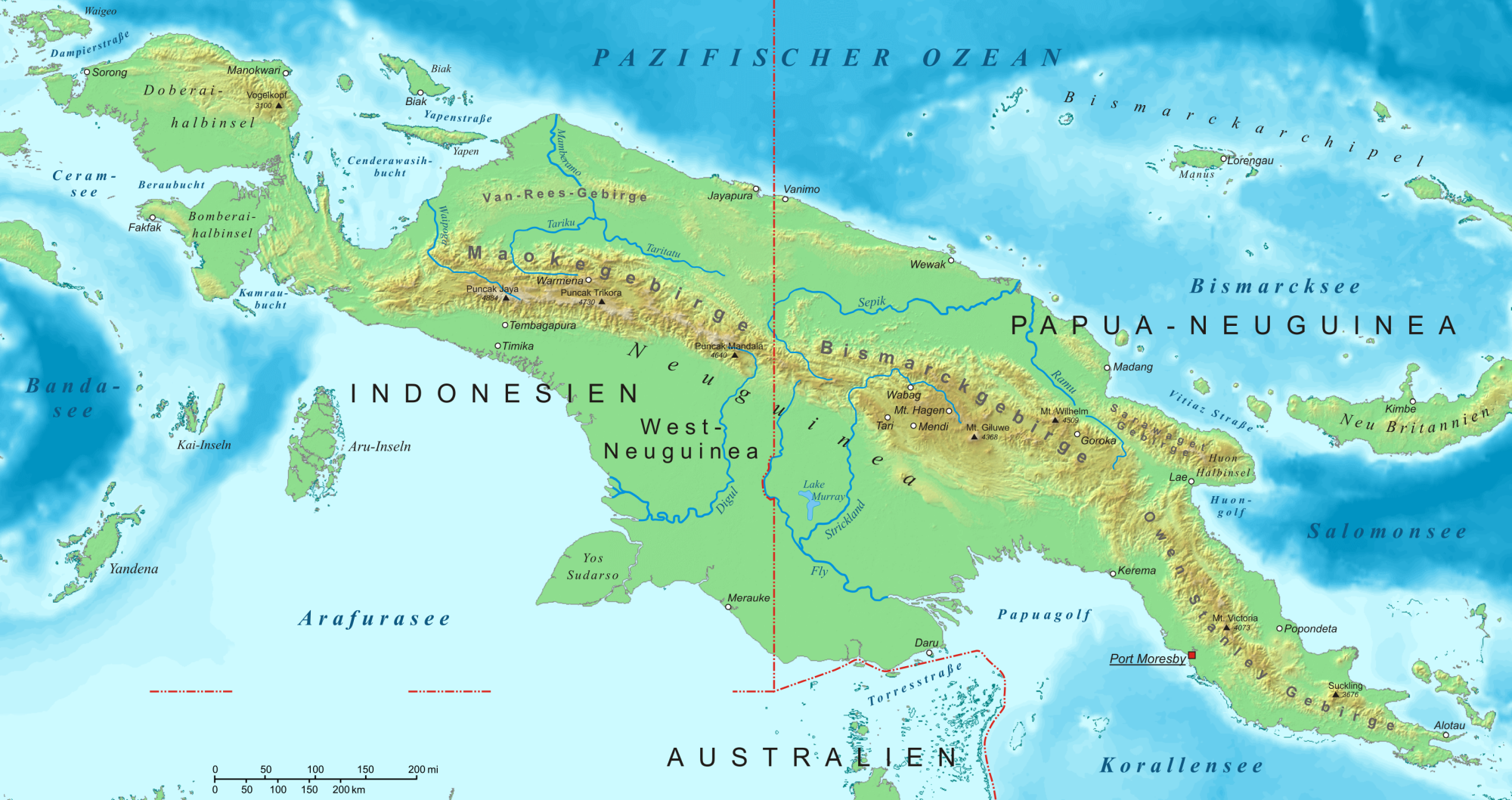
Neuguinea, der Gelbschwanz-Paradieshopf kommt disjunkt in den Gebirgen dieser Insel vor

Das Verbreitungsgebiet des Gelbschwanz-Paradieshofs erstreckt sich über ganz Neuguinea. Er kommt von Gebirgen auf dem Vogelkop bis in die südöstliche Spitze dieser nach Grönland größten Insel der Welt vor. Die Verbreitung ist allerdings ausgesprochen disjunkt. Er scheint beispielsweise vollständig im Westen des zentralen Gebirgszug Neuguineas zu fehlen, im indonesischen Teil Neuguineas liegen die Verbreitungsschwerpunkt auf den Halbinseln Vogelkop und Bomberai. Im Osten der Insel scheint der Gelbschwanz-Paradieshopf dagegen häufiger vorzukommen. Er kommt dort bis in den äußersten Südosten der Insel, wie auf der Huon-Halbinsel vor.
Die Höhenverbreitung dieser Art reicht von 600 bis 2250 Höhenmeter. der Verbreitungsschwerpunkt liegt allerdings zwischen 1100 und 1900 Höhenmetern.
In dem großen Verbreitungsgebiet werden zwei Unterarten unterschieden:
- D. a. albertisi (P. L. Sclater, 1873) – Vorkommen in Gebirgen, die nicht zu dem zentralen Gebirgszug in der Mitte Neuguineas gehören. Zum Verbreitungsgebiet gehören die Gebirge des Vogelkops, der Wandammen- und Huon-Halbinsel sowie vermutlich das Fakfak-Gebirge und das Fojagebirge. Die Nominatform hat damit ein sehr stark fragmentiertes Verbreitungsgebiet, welches Frith und Beehler als eigenartig bezeichnen.[3] Sie halten es für möglich, dass die Unterteilung in Unterarten zukünftig aufgegeben wird.
- D. a. cervinicauda P. L. Sclater, 1884 – Zentrales Hochgebirge von Neuguinea vom Weiylandgebirge bis zu den Gebirgen im Südosten Neuguineas.

Das Verbreitungsgebiet des Gelbschwanz-Paradieshopfes überlappt sich mit dem von zahlreichen anderen Paradiesvögeln. Abweichend von vielen anderen Arten dieser Familie sind jedoch für den Gelbschwanz-Paradieshopf keine Hybride beschrieben.
Der Lebensraum des Gelbschwanz-Paradieshopf sind Bergwälder. In Regionen mit Holzeinschlag und an Waldrändern sind sie selten zu sehen.

## Lebensweise
Weibchen sind gelegentlich mit anderen Arten vergesellschaftet. Sie gelten als sehr schwierig zu beobachten.
Ihre Nahrung finden Gelbschwanz-Paradieshopfe überwiegend auf den mit Epiphyten bewachsenen niedrigeren Ästen von hohen Bäumen. Sie decken ihren Nahrungsbedarf zum größten Teil mit Insekten, nehmen aber auch eine große Bandbreite an kleineren Früchten zu sich. Der Anteil, zu dem sie ihren Nahrungsbedarf mit tierischer Kost decken, wird auf etwa 943 Prozent geschätzt. Der Großteil davon sind Gliederfüßer. Gelbschwanz-Paradieshofe setzen ihren sehr spezialisierten Schnabel ein, um Baumrinde, Totholz, Astoberflächen und Astlöcher zu untersuchen. Größere Insekten halten sie auf einer Ansitzwarte mit einem Fuß fest, während sie das Beutetier mit den Schnabel auseinanderreißen.
Die meisten Beobachtungen von nach Futter suchenden Gelbschwanz-Paradieshopfe liegen für Männchen vor: Wie für Paradiesvögel charakteristisch, sind die Weibchen nur selten zu hören, während die Männchen vergleichsweise häufig rufen. Bei allen Beobachtungen suchten sie in Bäumen in einer Höhe zwischen 8 und 28 Metern nach Nahrung. Der Schnabel wird in der Regel pinzettenförmig eingesetzt. Gelegentlich öffnen sie ihren Schnabel aber sehr weit, um schmale Astlöcher nur mit dem Ober- oder Unterschnabel nach Beutetieren zu untersuchen.

## Fortpflanzung
Die Männchen sind polygyn, das heißt, sie paaren sich mit einer möglichst großen Anzahl von Weibchen. Die Partner gehen nach der Paarung keine eheähnliche Gemeinschaft ein, sondern trennen sich danach sofort wieder. Die Weibchen bauen alleine das Nest und ziehen alleine den Nachwuchs groß.
Anders als beispielsweise die Arten der Gattung der Eigentlichen Paradiesvögel balzen die Männchen nicht gemeinsam an einem Lek, sondern besetzen ganzjährig einzelne Reviere. Die Kombination von Polygynie, einem festen Balzplatz und einer fast ausschließlich von Insekten abhängigen Ernährungsweise ist innerhalb der Familie der Paradiesvögel einzigartig.
Die Männchen der Gelbschwanz-Paradieshopfe besetzen einzelne Reviere, die sie nach bisherigen Erkenntnissen über mehrere Jahre verteidigen. Ein am Mount Missim, Papua-Neuguinea mit farbigen Kennzeichen beringtes Männchen besetzte ein Revier von circa 15 Hektar. Die Baliwarten, in der er über vier aufeinander folgende Jahre balzte, lag in einem kleinen Gebiet in diesem Primärwald. In unmittelbarer Nähe dieses Reviers hatten vier weitere Männchen ihr Revier. Der Abstand von den Baliwarten betrug im Durchschnitt 450 Meter. Ein in demselben Gebiet mit einem Radiosender ausgestattetes Weibchen durchstreifte während des Zeitraums von acht Tagen, in denen ihr Verhalten enger überwacht wurde, 43 Hektar.
Das Männchen lässt seinen Balzgesang in den frühen Morgenstunden zunächst von einer hohen Ansitzwarte vernehmen und kommt dann zu einem Baumschössling herab, wo er vor Weibchen zu balzen beginnt. Wie für viele Männchen der Paradiesvögel typisch ist die Balz ein Ablauf ritualisierter Handlungen. Das Männchen hängt dabei unter anderem auch unterhalb der Äste. Während der Balz werden sowohl sein verlängertes Brustgefieder als auch die verlängerten Flankenfedern prominent präsentiert.
Über den Nestbau und die Aufzucht der Jungvögel ist nur sehr wenig bekannt. Auf Basis der am Mount Miesem rufenden und balzenden Männchen wird geschlossen, dass die Paarungszeit zumindest in dieser Region Papua-Neuguineas in den Zeitraum Oktober bis November fällt. Ein Jungvogel, der den weiblichen Elternvogel um Futter anbettelte, wurde im November beobachtet.

## Dedikationsnamen
Das Artepitheton ehrt den italienischen Forschungsreisenden Luigi Maria d’Albertis, der als erster Europäer 1872 diesen Vogel in der Region des Arfakgebirges sah und sammelte. D'Alberts war sofort bewusst, dass es sich hierbei um eine neue Gattung und eine neue Art der Paradiesvögel handelt. Mit seiner Entdeckung war er nur unwesentlich schneller als der deutsche Naturforscher Adolf Bernhard Meyer, der noch im selben Jahr ebenfalls im Arfakgebirge Gelbschwanz-Paradieshopfe sammelte. Das von d'Alberts gesammelte Exemplar ist allerdings nicht das Typusexemplar, das die Basis für die wissenschaftliche Erstbeschreibung lieferte. Dieses wurde am Sattelberg auf der Huon-Halbinsel gesammelt.

## Einzelbelege
1. 1 2   Handbook of the Birds of the World zum Gelbschwanz-Paradieshopfl, aufgerufen am 11. Oktober 2017
2. 1 2   Frith & Beehler: The Birds of Paradise - Paradisaeidae. S. 377.
3. 1 2 3 4   Frith & Beehler: The Birds of Paradise - Paradisaeidae. S. 379.
4. 1 2 3   Frith & Beehler: The Birds of Paradise - Paradisaeidae. S. 378.
5. 1 2 3 4 5   Frith & Beehler: The Birds of Paradise - Paradisaeidae. S. 381.
6. ↑   Rufe des Gelbschwanz-Paradieshopfes auf Xeno-Canto, aufgerufen am 14. Oktober 2017
7. 1 2 3   Frith & Beehler: The Birds of Paradise - Paradisaeidae. S. 380.
8. ↑  McCarthy: Handbook of Avian Hybrids of the World. S. 228.
9. ↑   Frith & Beehler: The Birds of Paradise - Paradisaeidae. S. 382.
10. ↑   Frith & Beehler: The Birds of Paradise - Paradisaeidae. S. 383.